# Michele Scarponi
Michele Scarponi (Filottrano, 1979. szeptember 25. – 2017. április 22.) olasz profi kerékpáros, a 2011-es Giro d’Italia győztese. 2017-ben az Astana csapat versenyzője volt.
2017. április 22-én filottranói otthona közelében kerékpározás közben elgázolta egy teherautó, Scarponi életét vesztette.

## Grand Tour eredményei
| Grand Tour | 2002 | 2003 | 2004 | 2005 | 2006    | 2007 | 2008 | 2009 | 2010 | 2011    | 2012 | 2013 | 2014    | 2015 | 2016 |
| ---------- | ---- | ---- | ---- | ---- | ------- | ---- | ---- | ---- | ---- | ------- | ---- | ---- | ------- | ---- | ---- |
| Giro       | 18.  | 16.  | –    | 47.  | Kiesett | –    | –    | 31.  | 4.   | 1.      | 4.   | 4.   | Kiesett | –    | 16.  |
| Tour       | –    | –    | 32.  | –    | –       | –    | –    | –    | –    | –       | 24.  | –    | 49.     | 41.  | –    |
| Vuelta     | –    | 13.  | –.   | 11.  | –       | –    | –    | –    | –    | Kiesett | –    | 15.  | –       | –    | 11.  |